# Cole Kmet
(en) Statistiques sur pro-football-reference
Cole Kmet, né le 10 mars 1999 à Lake Barrington dans l'Illinois aux États-Unis, est un joueur professionnel américain de football américain évoluant au poste de tight end dans la National Football League (NFL).
Il a joué au niveau universitaire pour les Fighting Irish de Notre Dame au sein de la NCAA Division I FBS avant d'être sélectionné lors de la draft 2020 de la NFL par la franchise des Bears de Chicago.

## Biographie

### Jeunesse
Kmet étudie au Collège St. Viator (en) de Lake Barrington dans l'Illinois où il joue au baseball et au football américain. Lors de sa dernière année au collège, il totalise 48 réceptions pour un gain de 773 yards et quatre touchdowns et est sélectionné pour jouer l'U.S. Army All-American Bowl 2017 (en),.
Il s'engage ensuite avec l'université de Notre Dame pour jouer au football américain universitaire.

### Carrière universitaire
Lors de sa première année (saison 2017), Kmet dispute treize matchs et totalise deux réceptions pour un gain de quatorze yards. Lors de sa saison sophomore en 2018, il joue onze matchs et réussit quinze réceptions pour un gain total de 162 yards. Il devient titulaire au poste de tight end en 2019. Une clavicule cassée l’empêche de disputer les trois premiers matchs de la saison. Le 2 janvier 2020, Kmet annonce qu'il fait l'impasse sur sa saison senior à Notre Dame pour se présenter à la draft bien qu'il ait déclaré le contraire en novembre 2019,.

#### Baseball
Kmet joue également au Baseball à Notre Dame
En 2018, avec le statut freshman, Kmet dispute 26 matchs en tant que lanceur dont un comme titulaire. Il termine la saison avec une moyenne de points mérités de 5,05 (ERA), 39 retraits sur des prises (strikeouts) et est le meilleur de son équipe au nombre de sauvetages (8). En 2019, à la suite d'une blessure au bras, il ne dispute que huit matchs dont un seul en tant que titulaire et termine la saison avec une moyenne en points mérités de 2,89 et 27 retraits.

### Carrière professionnelle
| Taille               | Poids           | Bras          | Main            | Sprint   | Sprint   | Sprint   | Shuttle 20 yards | 3 cones drill | Détente       | Détente             | Développé couché | Test Wonderlic |
| Taille               | Poids           | Bras          | Main            | 40 yards | 10 yards | 20 yards | Shuttle 20 yards | 3 cones drill | verticale     | horizontale         | Développé couché | Test Wonderlic |
| 1,97 m (6 ft 5 ¾ in) | 119 kg (262 lb) | 84 cm (33 in) | 27 cm (10 ½ in) | 4,70 s   | -        | -        | 4,41 s           | 7,44 s        | 94 cm (37 in) | 3,12 m (10 ft 3 in) | -                | -              |

Estimé comme une possible excellente recrue au poste de tight end, CBS Sports considère Kmet comme le meilleur tight end à se présenter à la draft 2020 tandis que Pro Football Focus le classe deuxième. Envisagé comme un possible choix de deuxième tour,, il est finalement sélectionné en 43e choix global lors du deuxième tour par les Bears de Chicago. Kmet y signe le 21 juillet 2020 un contrat de quatre ans.
Kmet commence son année rookie principalement en tant que bloqueur. En 2e semaine contre les Giants de New York, il réussit la première réception de sa carrière (passe de 12 yards). Il réussit son premier touchdown contre les Panthers de la Caroline quatre semaines plus tard.

## Statistiques
| Année       | Équipe                       | Statut      | MJ |     | Passes réceptionnées | Passes réceptionnées | Passes réceptionnées | Passes réceptionnées |       | Courses | Courses | Courses | Courses |  | Fumbles | Fumbles |
| Année       | Équipe                       | Statut      | MJ | Nb. | Yards                | Moy.                 | TD                   | Nb.                  | Yards | Moy.    | TD      | Nb.     | Perdus  |  |         |         |
| 2017        | Fighting Irish de Notre Dame | Fr.         | 04 | 02  | 014                  | 07,0                 | 0                    | 0                    | 0     | 0,0     | 0       | 0       | 0       |  |         |         |
| 2018        | Fighting Irish de Notre Dame | So.         | 09 | 15  | 162                  | 10,8                 | 0                    | 0                    | 0     | 0,0     | 0       | 0       | 1       |  |         |         |
| 2019        | Fighting Irish de Notre Dame | Jr.         | 10 | 43  | 515                  | 12,0                 | 6                    | 0                    | 0     | 0,0     | 0       | 0       | 0       |  |         |         |
| Totaux NCAA | Totaux NCAA                  | Totaux NCAA | 23 | 60  | 691                  | 11,5                 | 6                    | 0                    | 0     | 0,0     | 0       | 0       | 1       |  |         |         |

| Année      | Équipe           | MJ |                 | Passes réceptionnées | Passes réceptionnées | Passes réceptionnées | Passes réceptionnées |                 | Courses         | Courses         | Courses | Courses |  | Fumbles | Fumbles |
| Année      | Équipe           | MJ | Nb.             | Yards                | Moy.                 | TD                   | Nb.                  | Yards           | Moy.            | TD              | Nb.     | Perdus  |  |         |         |
| 2020       | Bears de Chicago | 16 | 28              | 243                  | 08,7                 | 2                    | 1                    | -3              | -3,0            | 0               | 0       | 0       |  |         |         |
| 2021       | Bears de Chicago | 17 | 60              | 612                  | 10,2                 | 0                    | 1                    | 0               | 00,0            | 0               | 0       | 1       |  |         |         |
| 2022       | Bears de Chicago | ?  | Saison en cours | Saison en cours      | Saison en cours      | Saison en cours      | Saison en cours      | Saison en cours | Saison en cours | Saison en cours | ?       | ?       |  |         |         |
| Totaux NFL | Totaux NFL       | 35 | 88              | 855                  | 9,7                  | 2                    | 1                    | -3              | -1,5            | 0               | 0       | 1       |  |         |         |

| Année | Équipe           | MJ |     | Passes réceptionnées | Passes réceptionnées | Passes réceptionnées | Passes réceptionnées |       | Courses | Courses | Courses | Courses |  | Fumbles | Fumbles |
| Année | Équipe           | MJ | Nb. | Yards                | Moy.                 | TD                   | Nb.                  | Yards | Moy.    | TD      | Nb.     | Perdus  |  |         |         |
| 2020  | Bears de Chicago | 1  | 3   | 16                   | 5,3                  | 0                    | -                    | -     | -       | -       | 0       | 0       |  |         |         |

## Vie privée
Le père de Cole, Frank Kmet (en) et son oncle Jeff Zgonina (en) ont également joué en NFL.